# Jarl

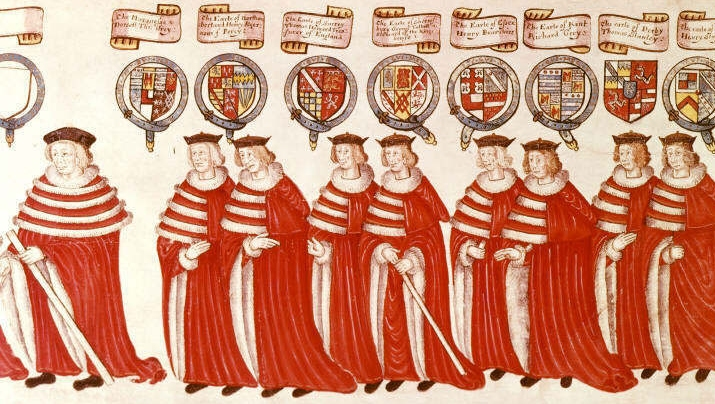
Pergamena della processione reale al parlamento a Westminster del 4 febbraio 1512 che mostra una teoria di conti (earls) in processione dietro al sovrano. Da sinistra a destra: il marchese del Dorset, il conte di Northumberland, il conte di Surrey, il conte di Shrewsbury, il conte di Essex, il conte di Kent, il conte di Derby, il conte del Wiltshire.

Jarl o earl è un titolo nobiliare scandinavo (jarl) e anglosassone (earl) che indicava originariamente una persona con il rango di capitano, un capo militare che controllava un determinato territorio per conto del proprio sovrano. Il significato assunto nel tempo e l'equivalente continentale con cui verrà sostituito alla fine del Medioevo variano in funzione del contesto geopolitico d'utilizzo.
In Scandinavia il titolo di jarl fu utilizzato a partire dall'epoca vichinga e fino al XIII secolo quando venne rimpiazzato con quello di duca (hertig/hertug). Il titolo scandinavo era generalmente unico ed esclusivo e le sue prerogative erano inferiori solamente a quelle del re.
In Gran Bretagna earl era, invece, un titolo di minori prerogative e maggiormente diffuso che divenne nel tempo sinonimo di conte nell'accezione carolingia. Il titolo di earl viene ancora oggi utilizzato per indicare i pari inglesi con un titolo nobiliare intermedio tra quello di marchese e visconte.

## Etimologia
La parola earl deriva dal medio inglese "erl" (guerriero, nobiluomo) dal significato equivalente al termine jarl in norreno ed eril in proto-norreno e correlato al fuþark antico erilaz forma derivata da *erǭ ("combattimento, battaglia", da qui l'interpretazione come "guerriero").
Non è chiara l'esistenza di una correlazione etimologica con il termine anglosassone "Ealdorman" ("anziano", "venerabile") che designava un titolo ufficiale effettivamente rimpiazzato da quello di earl nel corso dell'XI secolo.
Sebbene il titolo di contessa sia e sia stato usato per indicare la moglie dell'earl (questo termine non ha una forma femminile) non è chiaro se il titolo normanno sia stato abbandonato in favore di quello di earl dopo la conquista normanna dell'Inghilterra o solo successivamente considerato come sinonimo (Hughes, 1998). I termini in irlandese e gaelico scozzese (iarla) e quello in gallese (iarll) hanno la stessa origine di quello inglese.

## Scandinavia

### Norvegia
Nella Norvegia medioevale, il titolo indicava una posizione inferiore solo a quella del sovrano e lo jarl era l'unico che potesse mantenere una propria hird (un corpo di guardia di larghe dimensioni). Generalmente lo jarl in carica in Norvegia era uno solo a cui si affiancava quello delle isole Orcadi e - dopo il 1258 con l'annessione alla Norvegia - quello dell'Islanda; talvolta la carica non veniva assegnata. L'esclusività del titolo rispondeva a due obiettivi: fornire un sostituto riconosciuto in caso di malattia del sovrano e placare un pretendente al trono senza offrirgli il titolo di re.
Nel 1237, lo jarl Skule Bårdsson fu insignito del titolo di duca (hertug) che veniva utilizzato per la prima volta in Norvegia e ridimensionava le prerogative originarie del titolo scandinavo. L'atto anticipava l'introduzione nel paese dei nuovi titoli nobiliari continentali che avrebbero sostituito progressivamente quelli norreni: l'ultimo jarl norvegese fu nominato nel 1295.

### Svezia
In Svezia, lo jarl era il diretto successore al trono delle due case reali svedesi, gli Stenkilska ätten e i Bjälboätten. A partire dal XII secolo divenne un titolo ereditario dei membri di queste due case e designava una autorità seconda solo al re di Svezia. Nel 1250 con l'ascesa al trono di un rappresentante dei Bjälboätten, il titolo dell'ultimo jarl Birger Magnusson venne mutato in quello di duca (Dux Sweciae) e alla sua morte, nel 1266, le prerogative e i poteri del jarl passarono definitivamente alla corona svedese.
Danimarca
In Danimarca lo jarl era il vice del re, come Ulf Jarl (morto nel 1026) lo era di Canuto il Grande, re d'Inghilterra, Danimarca e Norvegia.
L'ultimo jarl dello Jutland meridionale, Canuto Lavard (morto nel 1131), divenne il primo hertug (duca) danese, con il titolo "Hertug af Slesvig" ("Duca di Schleswig"). Così il titolo hertug (duca) venne a sostituire l'antico titolo norreno jarl.

### Islanda
L'unico jarl islandese fu Gissur Þorvaldsson (1208-1268), nominato nel ruolo da Haakon IV Haakonsson per essere riuscito a condurre l'isola sotto il dominio norvegese e che mantenne il titolo dal 1258 fino alla morte.

## Francia

### Normandia
- 911 - 927: Rollone il Camminatore, Jarl dei Normanni
- 927 - 942: Guglielmo Lungaspada
- 942 - 996: Riccardo Senza Paura (il primo ad ottenere formalmente il titolo di « Dux Northmannorum »)
- 996 - 1026: Riccardo l'Irascible (il secondo)

## Italia

### Sicilia
- 1031 - 1101: Ruggero I di Sicilia, Jarl di Sicilia (Jarl Rogeirr)
- 1093 - 1105: Simone di Sicilia
- 1095 - 1130: Ruggero II di Sicilia, Re di Sicilia